# Giải Grammy cho album R&B đương đại xuất sắc nhất
Giải Grammy cho Album R&B đương đại xuất sắc nhất là một hạng mục được trao tại giải Grammy, một buổi lễ được thành lập vào năm 1958 và ban đầu có tên là giải Gramophone, dành cho các nghệ sĩ thu âm có tác phẩm album chất lượng thuộc thể loại nhạc R&B đương đại. Giải thưởng do Viện hàn lâm Khoa học và Nghệ thuật Thu âm Quốc gia trao tặng tại buổi lễ thường niên nhằm "tôn vinh thành tựu nghệ thuật, trình độ kỹ thuật và xuất sắc chung trong ngành thu âm, không tính đến doanh thu album hay vị trí trên bảng xếp hạng".
Giải cho Album R&B đương đại xuất sắc nhất (nhằm công nhận những album R&B với phong cách thể hiện đương đại hơn) được trao lần đầu cho Ashanti tại giải Grammy lần thứ 45 vào năm 2003 nhờ album đầu tay cùng tên cô. Trước khi lập ra hạng mục này, các album R&B đương đại đủ điều kiện tranh giải ở hạng mục chung hơn là Album R&B xuất sắc nhất. Theo hướng dẫn mô tả hạng mục ở giải Grammy lần thứ 52, giải thưởng dành cho những album "chứa ít nhất 51% thời lượng các bản nhạc hát R&B đương đại mới thu âm", cũng có thể "kết hợp những yếu tố sản xuất có trong nhạc rap". Những người nhận giải bao gồm các nhà sản xuất, kỹ sư, và/hoặc người trộn âm liên quan đến tác phẩm đề cử bên cạnh nghệ sĩ thu âm.
Beyoncé nắm giữ kỷ lục nhiều chiến thắng nhất với ba giải (cả ba album solo đầu tiên đều mang giải về cho cô). Usher là nghệ sĩ duy nhất khác giành giải nhiều hơn một lần. Giải thưởng đã được trao cho các nghệ sĩ đến từ Hoa Kỳ hàng năm cho đến nay. Beyoncé và Ne-Yo đồng giữ kỷ lục nhiều đề cử nhất (mỗi người sở hữu ba đề cử). Ngoài ra, Beyoncé còn được đề cử với tư cách là thành viên của nhóm Destiny's Child cho album Destiny Fulfills. Brandy, Chris Brown, Janet Jackson và R. Kelly đồng nắm kỷ lục nhiều đề cử nhất mà chưa thắng lần nào nào (mỗi người có hai đề cử).
Từ năm 2012, hạng mục này đã ngừng trao do một cuộc đại tu lớn các hạng mục của giải Grammy. Những bản thu âm trong hạng mục này đã được chuyển trở lại hạng mục Album R&B xuất sắc nhất.

## Danh sách thắng cử

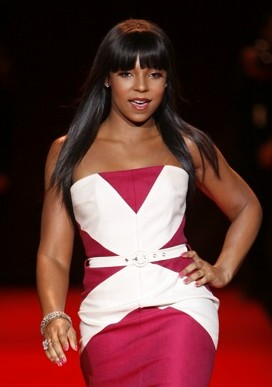
Chủ nhân giải đầu tiên Ashanti tại buổi trình diễn thời trang Red Dress Collection vào năm 2008

| Năm[I] | Nghệ sĩ biểu diễn | Tác phẩm thắng cử        | Các đề cử | Chú thích   |
| ------ | ----------------- | ------------------------ | --- | ----------- |
| 2003   | Ashanti           | Ashanti                  | - Brandy – Full Moon - Faith Evans – Faithfully - Floetry – Floetic - Meshell Ndegeocello – Cookie: The Anthropological Mixtape     | [ 6 ]       |
| 2004   | Beyoncé           | Dangerously in Love      | - Ashanti – Chapter II - Mary J. Blige – Love & Life - Anthony Hamilton – Comin' from Where I'm From - R. Kelly – Chocolate Factory | [ 7 ] [ 8 ] |
| 2005   | Usher             | Confessions              | - Brandy – Afrodisiac - Janet Jackson – Damita Jo - Christina Milian – It's About Time - Mario Winans – Hurt No More                | [ 9 ]       |
| 2006   | Mariah Carey      | The Emancipation of Mimi | - Amerie – Touch - Destiny's Child – Destiny Fulfilled - Mario – Turning Point - Omarion – O                                        | [ 10 ]      |
| 2007   | Beyoncé           | B'Day                    | - Chris Brown – Chris Brown - Janet Jackson – 20 Y.O. - Kelis – Kelis Was Here - Ne-Yo – In My Own Words                            | [ 11 ]      |
| 2008   | Ne-Yo             | Because of You           | - Akon – Konvicted - Keyshia Cole – Just like You - Fantasia – Fantasia - Emily King – East Side Story                              | [ 12 ]      |
| 2009   | Mary J. Blige     | Growing Pains            | - J. Holiday – Back of My Lac' - Karina – First Love - Ne-Yo – Year of the Gentleman - Jazmine Sullivan – Fearless                  | [ 13 ]      |
| 2010   | Beyoncé           | I Am... Sasha Fierce     | - Jamie Foxx – Intuition - Pleasure P – The Introduction of Marcus Cooper - Trey Songz – Ready - T-Pain – Three Ringz               | [ 14 ]      |
| 2011   | Usher             | Raymond v. Raymond       | - R. Kelly – Untitled - Chris Brown – Graffiti - Ryan Leslie – Transition - Janelle Monáe – The ArchAndroid                         | [ 15 ]      |

^[I]  Từng năm được liên kết với bài viết giải Grammy tổ chức năm ấy.